# Mussaenda hirsutissima
Mussaenda hirsutissima är en måreväxtart som först beskrevs av Joseph Dalton Hooker, och fick sitt nu gällande namn av John Hutchinson och James Sykes Gamble. Mussaenda hirsutissima ingår i släktet Mussaenda och familjen måreväxter. Inga underarter finns listade i Catalogue of Life.